# Indium(I)-chlorid
Indium(I)-chlorid ist eine anorganische chemische Verbindung des Indiums aus der Gruppe der Chloride.

## Gewinnung und Darstellung
Indium(I)-chlorid kann durch Reaktion von Indium mit Chlor oder Indium(III)-chlorid im Vakuum bei 300 bis 400 °C  oder mit Quecksilber(II)-chlorid bei 350 °C gewonnen werden.
{\displaystyle \mathrm {2\ In+Cl_{2}\longrightarrow 2\ InCl} }
{\displaystyle \mathrm {2\ In+InCl_{3}\longrightarrow 3\ InCl} }
{\displaystyle \mathrm {2\ In+HgCl_{2}\longrightarrow 2\ InCl+Hg} }

## Eigenschaften
Indium(I)-chlorid ist ein gelber diamagnetischer Feststoff. Es sind zwei Modifikationen mit gelben bzw. (ab 135 °C) roten Kristallen bekannt. Seine Schmelze ist rot bis schwarz. Sie besitzen eine verzerrte Natriumchlorid-Struktur mit der Raumgruppe P213 (Raumgruppen-Nr. 198) und dem Gitterparameter a = 12,37 Å. Die Verzerrung wird auf kovalente In+–In+-Bindungen zurückgeführt.